# Nørresundby Kommune
Nørresundby Kommune var en kommune i Ålborg Amt fra 1968–1970.

## Administrativ historik
Kommunen blev oprettet ved en sammenlægning mellem Sundby-Hvorup Kommune og Nørresundby Købstadskommune pr. 1. april 1968, som et forsøg på at undgå en sammenlægning med Aalborg. Den blev dog kortlivet, da man ved kommunalreformen i 1970 lod den indgå i Ålborg Kommune.